# بیلی سور اورک
بیلی سور اورک (به فرانسوی: Billy-sur-Ourcq) یک کمون در فرانسه است که در ان (ا-دو-فرانس) واقع شده‌است. بیلی سور اورک ۱۰٫۱۷ کیلومتر مربع مساحت دارد ۱۵۳ متر بالاتر از سطح دریا واقع شده‌است.